# Phaeosia orientalis
Phaeosia orientalis là một loài bướm đêm thuộc phân họ Arctiinae, họ Erebidae.